# نیلاب
نیلاب روستایی از توابع بخش مرکزی شهرستان جم استان بوشهر در جنوب ایران.
این روستا در دهستان جم قرار دارد و بر اساس سرشماری سال ۱۳۸۵ جمعیت آن ۹۱ نفر بوده است.